# Młyniska (Dolina Kościeliska)

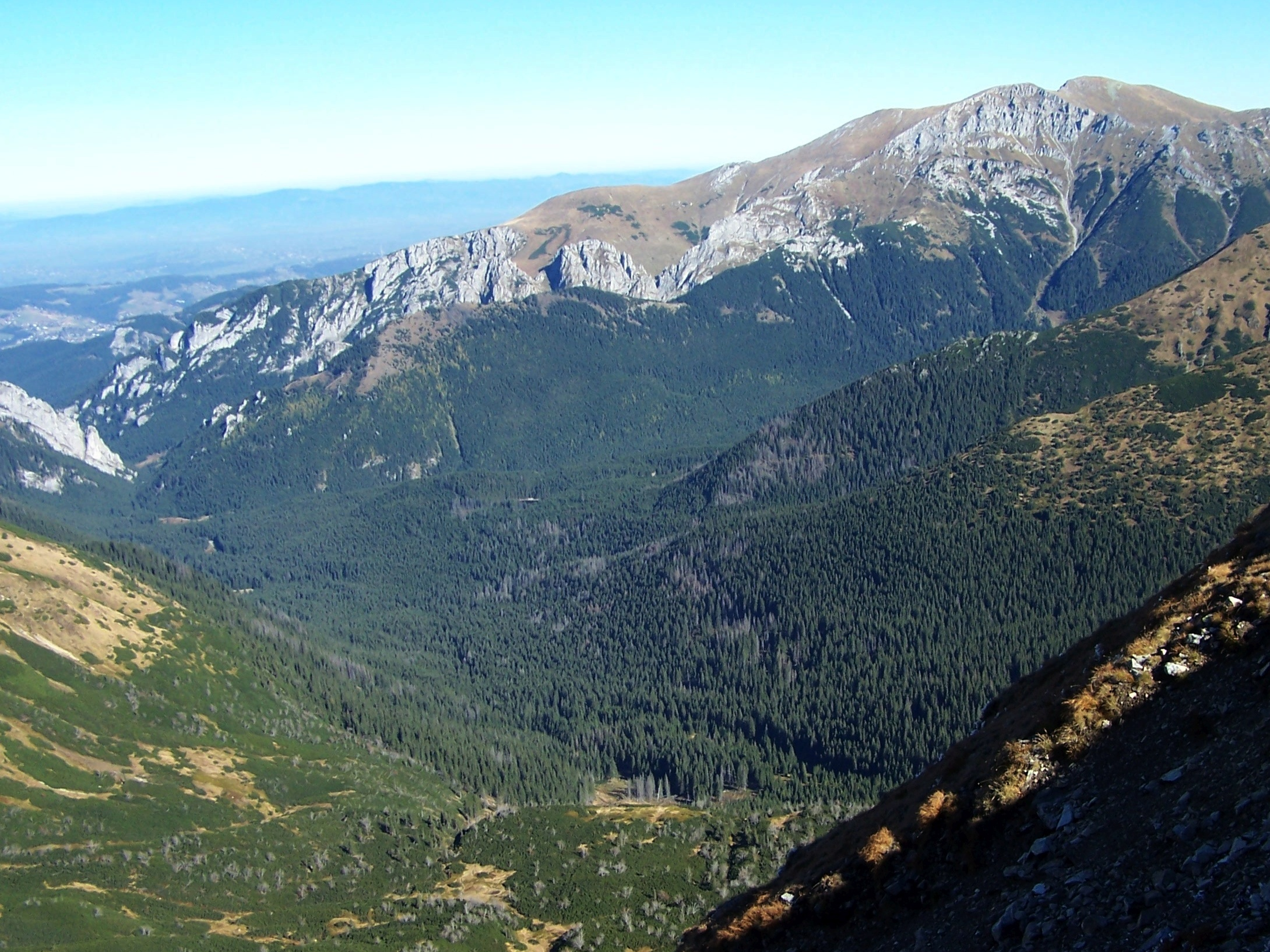
Widok z Liliowych Turni na Dolinę Pyszniańską

Młyniska – położone na wysokości około 1150 m miejsce na zachodnim brzegu Pyszniańskiego Potoku w Dolinie Pyszniańskiej w Tatrach Zachodnich. Na niektórych mapach zaznaczane jest jako polana i w nieco innym miejscu – w widłach między Pyszniańskim Potokiem i Babim Potokiem. Jest to podwójny błąd: Witold Henryk Paryski podaje inne miejsce, ponadto już w czasach W. H. Paryskiego było ono zarośnięte lasem. Kiedyś jednak była tutaj polana, ale nie była to polana pasterska. Na przełomie XVIII i XIX wieku na Młyniskach oczyszczano bowiem rudę wydobywaną w kopalni Kunszta położonej w dolinie około 300 m powyżej. Świadczą o tym pozostałości płuczek, mury, rowy i drewniane konstrukcje. O kopalni tej pisał Stefan Zwoliński. Prawdopodobnie z Młynisk pochodzi kamień młyński, na którym osadzono Krzyż Pola.
Z Wielkiej Polany Ornaczańskiej do Młynisk dochodzi droga leśna. Obecnie jednak Młyniska znajdują się na niedostępnym dla turystów obszarze ochrony ścisłej „Pyszna, Tomanowa, Pisana”.